# Casa-Museu Egas Moniz
A Casa-Museu Egas Moniz, também designada por Casa do Marinheiro, é uma casa-museu localizada na freguesia de Avanca, município de Estarreja, no distrito de Aveiro, em Portugal.
Nela nasceu António Egas Moniz, o português vencedor do Prémio Nobel de Fisiologia ou Medicina.
Encontra-se classificada como Imóvel de Interesse Público desde 1997.

## História
A edificação remonta ao século XVIII mas foi completamente reconstruída por Egas Moniz em 1915 com projeto do arquiteto Ernesto Korrodi.
Como não teve descendentes Egas Moniz criou o chamado Museu Regional, mais tarde chamado "Casa-Museu Egas Moniz", que abriu as suas portas em 14 de julho de 1968.

## Acervo

### Secção artística
O acervo é constituído sobretudo por peças de colecções adquiridas por Egas Moniz ao longo de sua vida, com destaque para:
- Porcelana da Companhia das Índias, Cantão, Saxe, Sevres, Porcelanas e Faianças Portuguesas;
- Pinturas de Carlos Reis, João Reis, Falcão Trigoso, Eduardo Lapa, Silva Porto, Henrique Medina, José Malhoa, Abel Salazar, entre outros;
- Gravura, escultura, desenho, vidro, ourivesaria e tapeçaria.

### Secção científica
- Objectos referentes às descobertas científicas da Angiografia;
- Exposição gráfica das etapas sucessivas das investigações que conduziram à primeira visualização radiológica das artérias cerebrais do homem vivo e da Leucotomia Pré-Frontal.